# Ćipirovine
Ćipirovine (cyr. Ћипировине) – wieś w Bośni i Hercegowinie, w Republice Serbskiej, w mieście Bijeljina. W 2013 roku liczyła 622 mieszkańców.